# گمانه‌زن فروسرخ اتمسفری

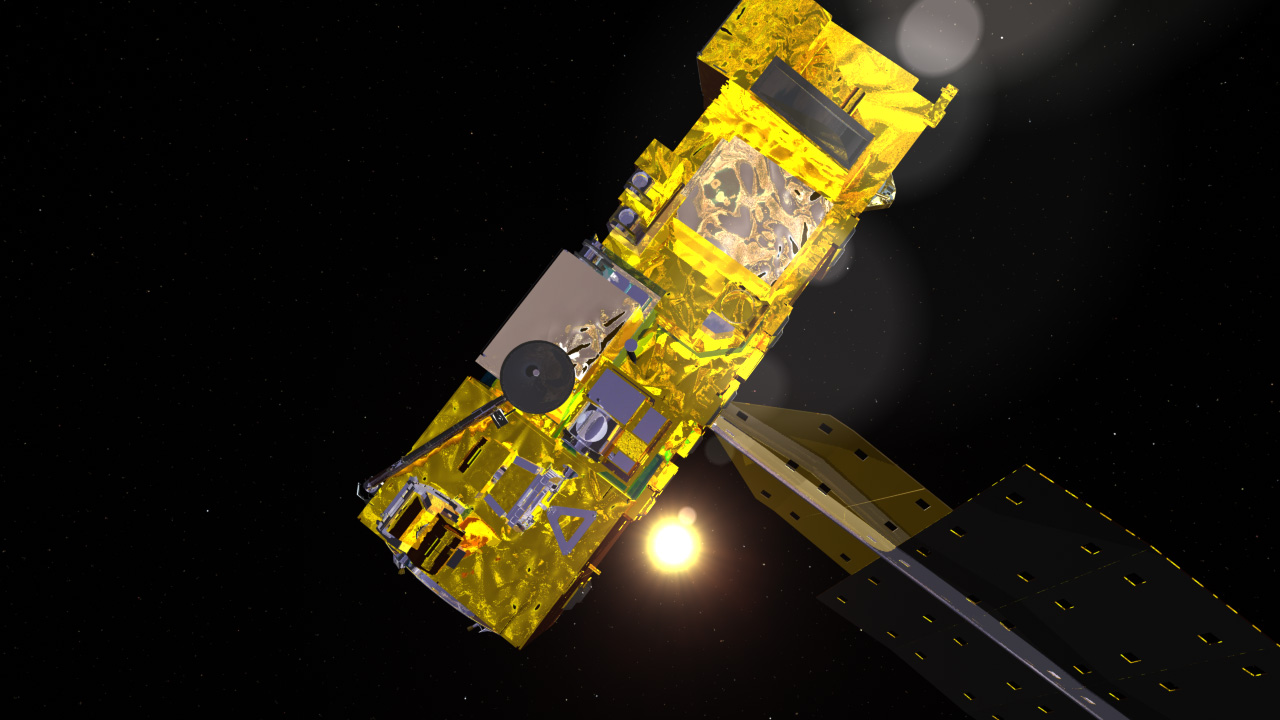
ابزار AIRS در ماهواره Aqua ناسا پرواز می‌چرخد.

گمانه‌زن فروسرخ اتمسفری (به انگلیسی: Atmospheric infrared sounder (AIRS)) یکی از شش ابزاری است که بر روی ماهواره آکوا ناسا پرواز می‌کند که در ۴ می ۲۰۰۲ به فضا پرتاب شد. این ابزار برای حمایت از تحقیقات آب و هوا و بهبود پیش‌بینی آب و هوا طراحی شده است.
AIRS در ترکیب با ابزار مایکروویو شریک خود، واحد گمانه‌زنی پیشرفته مایکروویو (AMSU-A)، چرخه‌های آب و انرژی جهانی، تغییرات و روند آب و هوا و واکنش سیستم آب و هوا به افزایش گازهای گلخانه‌ای را مشاهده می‌کند. AIRS از فناوری فروسرخ برای ایجاد نقشه‌های سه‌بعدی از دمای هوا و سطح، بخار آب و ویژگی‌های ابر استفاده می‌کند. AIRS همچنین می‌تواند گازهای گلخانه‌ای مانند ازن، مونوکسید کربن، دی‌اکسید کربن و متان را اندازه‌گیری کند.
داده‌های AIRS رایگان و از طریق مرکز اطلاعات و خدمات علوم زمین Goddard در دسترس همگان است. آزمایشگاه پیش‌رانش جت ناسا در پاسادنا، کالیفرنیا، AIRS را برای اداره مأموریت علمی ناسا در واشینگتن دی سی مدیریت می‌کند.

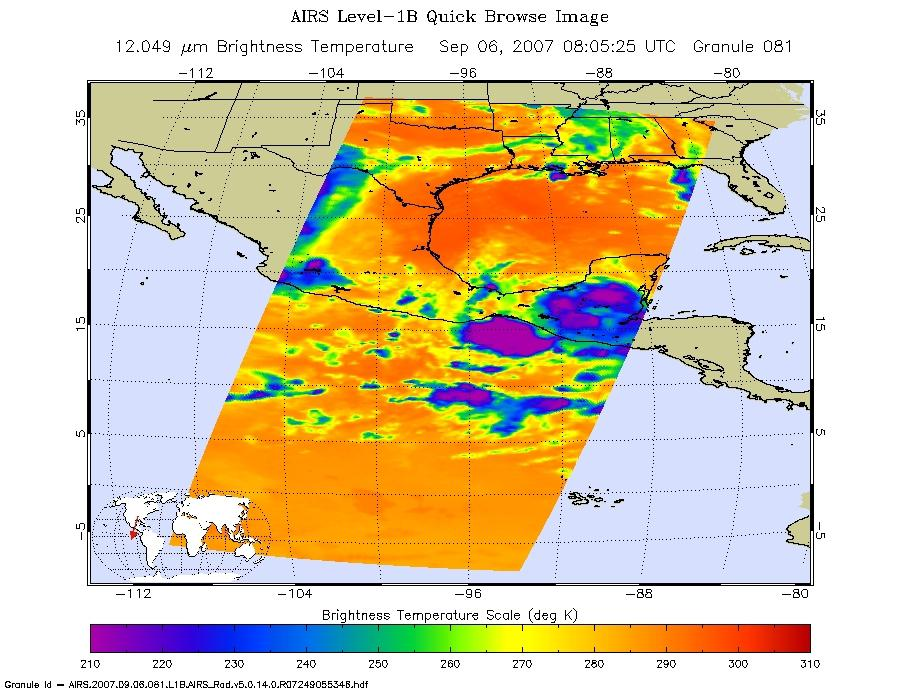
این تصویر فروسرخ از AIRS بقایای چرخند فلیکس در سپتامبر ۲۰۰۷ را نشان می‌دهد.

AIRS همچنین توانایی شناسایی غلظت دی‌اکسید گوگرد و گرد و غبار را دارد.